# Raymond Westerling
« Le Turc » redirige ici. Pour l’article homophone, voir Leturcq.
Le Turc redirige ici. Pour le personnage de film, voir Le Boulet#Synopsis.
 (septembre 2009).
Si vous disposez d'ouvrages ou d'articles de référence ou si vous connaissez des sites web de qualité traitant du thème abordé ici, merci de compléter l'article en donnant les références utiles à sa vérifiabilité et en les liant à la section « Notes et références ».
Raymond Paul Pierre Westerling (né le 31 août 1919 dans le district de Pera à Constantinople, dans l'Empire ottoman – mort le 26 novembre 1987 à Purmerend, aux Pays-Bas), dit « le Turc »[réf. nécessaire] ou « Turco », est un citoyen néerlandais d'une famille de la même nationalité installée dans l'Empire ottoman depuis trois générations. Après avoir participé à la Seconde Guerre mondiale, il est parachuté aux Indes néerlandaises pour combattre les nationalistes. Lorsque les Pays-Bas reconnaissent l’indépendance du pays en 1949, il refuse un État dominé par les seuls Javanais et entre en dissidence. Il combat alors les nouvelles autorités et tente de prendre le pouvoir. Après quelques succès initiaux, il échoue et doit se réfugier à Singapour puis en Belgique. Revenu aux Pays-Bas, il mène ensuite une vie discrète et retirée.
L’histoire de Raymond Westerling est celle d’un aventurier ayant eu une vie hors normes. Mais cette vie est difficile à interpréter tant les sources divergent selon leur orientation politique. Pour certains[Qui ?], Westerling est une brute sanguinaire ayant eu recours à des méthodes dignes de la Gestapo et qui, de plus, n’a pas participé aux combats de la Seconde Guerre mondiale, n'ayant fait que de l’entraînement commando[pas clair]. Pour d’autres, il fut au contraire un condottiere des temps modernes, un défenseur des minorités et « un exemple d’efficacité et de méthode à suivre pour la guérilla anti-terroriste », qui « est et restera un exemple pour des générations de commandos ».
En 2013, l'ambassadeur des Pays-Bas en Indonésie, Tjeerd de Zwaan, a officiellement présenté les excuses de son gouvernement pour les massacres commis durant la période de 1945 à 1949 lors d'une cérémonie. De Zwaan a notamment mentionné les atrocités commises par Westerling ainsi que le massacre de Rawagede.

## La Seconde Guerre mondiale
Après des études dans un lycée Jésuite français et quelques emplois dans le privé, Raymond Westerling quitte la Turquie en 1941 pour s’engager dans l’armée. Arrivé en Égypte, il part ensuite au Canada puis il rejoint en décembre 1941 la Grande-Bretagne où il est incorporé dans la brigade néerlandaise Princesse Irène. En 1942, trouvant qu’il n’y a pas assez d’action dans son unité, il demande à suivre une formation commando. Il est alors envoyé à l’école des commandos d’Achnacarry (Écosse), où il est formé à toutes les techniques de la guerre clandestine. Ses qualités étant reconnues, il devient entraîneur de « silent killing » au commando no 10 interallié et reçoit même une formation spéciale au Special Branch, le service de contre-espionnage britannique. En janvier 1943, il est envoyé en Inde pour y suivre le stage de la Special Training Jungle School de Goa puis, en septembre de la même année, il est parachuté en Hollande pour former les résistants. 
Certaines sources ne font cependant pas état de cette formation aux Indes et disent que Westerling a été mis à la disposition du bureau des missions spéciales pour effectuer des actions secrètes aux Pays-Bas, mais qu’il n’a jamais effectué de mission en temps de guerre. Ce ne serait qu’en octobre 1944, donc après la libération du pays, qu’il aurait été envoyé aux Pays-Bas comme instructeur des volontaires néerlandais ; ces mêmes sources ajoutent que Westerling n'a pas eu l'expérience du combat sur le champ de bataille au cours de la guerre. Toutes les sources s’accordent cependant pour dire qu’il a été blessé par l’explosion d’un V1 en mars 1945 près de Bréda. À la fin de la guerre en Europe, il est envoyé aux Indes néerlandaises, toujours occupées par les Japonais.

## Le contexte géopolitique des Indes néerlandaises
En 1945, les Indes néerlandaises sont toujours occupées par les Japonais, et ce depuis mars 1942 date à laquelle ils ont débarqué à Sulawesi. Avec ses ressources en pétrole, en caoutchouc et en étain, ce territoire constitue un réservoir indispensable à la poursuite de leur effort de guerre. Cependant, avec 153 000 hommes ils ne peuvent contrôler la totalité du territoire aussi, en 1943, ils créent la PETA (Armée Révolutionnaire des Défenseurs de la Patrie) dont les membres, les Sukarelas, sont encadrés par des Japonais. Les civils néerlandais et les métis sont maltraités et enfermés dans des camps tandis que les partisans des colonisateurs sont pourchassés. Les Japonais mènent une politique de soutien aux nationalistes Javanais dont ils libèrent le principal chef, Soekarno. Celui-ci décide de faire le jeu du nouvel occupant, persuadé de pouvoir en tirer parti ; en 1943, il participe ainsi à la création du « Centre du Pouvoir Populaire » – Pusat Tenaga Rakyat – dont l'acronyme PUTERA signifie « fils, enfant ». Deux jours après la reddition du Japon, Soekarno et Mohammad Hatta proclament le 17 août 1945 l'indépendance du pays et la création d’un état unitaire qui n’est pas accepté dans certaines régions, notamment aux Moluques, au Nord du Sulawesi, en Nouvelle-Guinée et à Sumatra occidental[non neutre]. Les troupes japonaises n’intervenant pas, l’Indonésie va alors sombrer dans le chaos, les bandes nationalistes, islamiques et communistes faisant régner la terreur, en particulier les Sukarelas qui, pour la plupart, deviennent des Bunds, c’est-à-dire des « camarades communistes »[non neutre].  Les Pays-Bas tentent alors de rétablir leur pouvoir, ce qui entraîne une lutte armée et diplomatique appelée Revolusi. Celle-ci s'achève le 27 décembre 1949 avec la création de la République des États-Unis d'Indonésie que les Pays-Bas reconnaissent partiellement.

## La tentative néerlandaise de reprendre le contrôle de l’Indonésie
En juin 1945, donc avant la reddition japonaise, Raymond Westerling est affecté à une unité stationnée à Ceylan, le corps Insulinde, qui était destiné à mener des actions commando contre les Japonais. La guerre terminée, il est parachuté près de Medan, au nord de Sumatra avec huit autres officiers du corps Insulinde pour délivrer et aider les prisonniers de guerre et les internés laissés par les Japonais. Avec une troupe constituée essentiellement d’Amboinais et de métis, il va mener une lutte implacable contre les nationalistes et les communistes. Son action est fondée essentiellement sur l’exploitation de renseignements recueillis par des agents du PID (Politieke Inlichtingen Dienst), réactivés à cette occasion, et des actions ciblées, discrètes et brutales. Il frappe essentiellement la nuit et sans laisser de traces, mettant en pratique les techniques d’élimination silencieuses apprises lors de ses stages commandos. L’objectif est d’éliminer les chefs et de susciter la confusion chez l’ennemi qui ne parvient pas à savoir qui a frappé, ses actions essentiellement nocturnes faisant régner la peur dans des populations aux superstitions encore vivaces. Raymond Westerling réussit à pacifier une grande partie de Sumatra mais, selon certaines sources, son action est très critiquée par les autorités militaires qui lui reprochent ses exécutions sommaires et le mutent alors à Jakarta en juillet 1946. Cette information semble cependant erronée car on ne comprend pas pourquoi les mêmes autorités l’auraient alors nommé encore une fois à la tête d’une unité de forces spéciales (DST, Depot Speciale Troepen) composées essentiellement d’Indonésiens. Cette unité étant alors en cours de formation près de Jakarta, Raymond Westerling s’emploie à sa tache avec enthousiasme et, après une sélection rigoureuse et un entraînement spartiate, il réussit à former une unité d’élite de 123 commandos (sur 1200 volontaires).
En décembre 1946, il est envoyé rétablir la situation à Sulawesi du Sud où règne aussi l’anarchie la plus totale[non neutre]. Il y utilise les mêmes techniques qu’à Sumatra : à partir de renseignements précis, il mène des raids nocturnes et ponctuels pour éliminer les chefs. Ayant reçu les attributions d’une cour martiale, il juge et exécute quand il le faut les chefs terroristes en public. Il crée aussi des groupes d’autodéfense dans les villages. Cette politique a pour conséquence la pacification quasi totale de Sulawesi en une année.
En février 1947, il revient à Jakarta où il perfectionne les capacités de sa troupe tout en menant des actions ponctuelles à Java et Sumatra. Ayant porté l’effectif des forces spéciales à 1 200 hommes, il  détruit les réseaux nationalistes et neutralise l’infiltration de l’armée et de la police indonésienne par les communistes.  Ses méthodes étant toujours aussi critiquées, même au niveau international, il est finalement relevé de son commandement opérationnel en 1948 ; il conserve cependant la responsabilité de l’entraînement jusqu’en janvier 1949 date à laquelle il est définitivement démobilisé (Certains disent qu’il a en fait démissionné).

## Le combat personnel
Raymond Westerling s’installe alors à Java occidental avec sa femme, Fernande Yvonne Fournier, une Franco-Vietnamienne, où il crée une entreprise de transports avec des soldats de son ancienne unité. Cette nouvelle activité ne l’empêche cependant pas de rester en contact avec des officiers et sous-officiers de l’armée néerlandaise, notamment avec ceux des forces spéciales. Il a également des relations suivies avec des hommes politiques des États fédérés qui ne souhaitent pas leur intégration dans une Indonésie unitaire. Il crée aussi des  groupes de protection dans les villages et il se trouve ainsi bientôt à la tête d’une armée de plus de 20 000 hommes, l'« armée du Prince juste » (Angkatan Perang Ratu Adil ou APRA), composée pour l’essentiel d’Indonésiens des îles Moluques qui désertent en masse de l’armée coloniale hollandaise, la Koninklijk Nederlandsch-Indisch Leger (KNIL). Selon certains, ces chiffres ont été largement surestimés, l’APRA n’ayant jamais eu plus de quelques centaines d’hommes, essentiellement d’anciens policiers ou militaires et des membres de différents services de sécurité de partis politiques ou de grosses entreprises. 

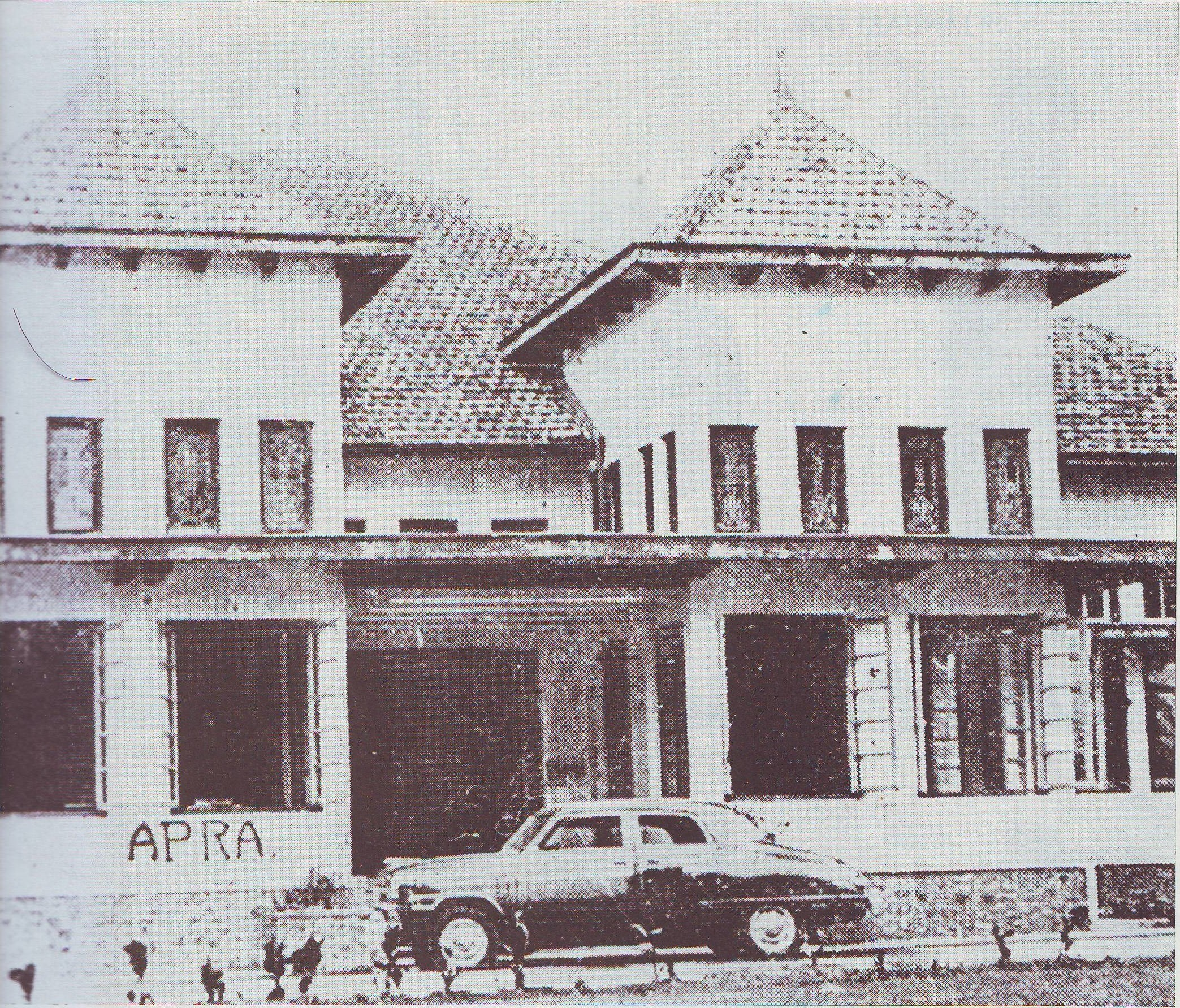
Le quartier général de la division Siliwangi occupé par l’APRA de Westerling (photo prise le 23 janvier 1950)

Lorsque les Pays-Bas reconnaissent officiellement l’indépendance des États-Unis d’Indonésie en décembre 1949, Soekarno  envahit rapidement les États fédérés. Début janvier 1950, refusant cet état de fait, Westerling envoie un ultimatum au gouvernement de Jakarta, lui demandant de respecter les États fédérés et il passe à l’action le 23 janvier. Ses troupes, ainsi que 300 militaires, s’emparent de Bandung, mais elles échouent devant Jakarta, faute d’armes en quantité suffisante et aussi en raison du ralliement au nouveau pouvoir d’une partie de ses soutiens. Le coup d’État ayant échoué, Raymond Westerling est obligé de se cacher mais les autorités néerlandaises ayant bien conscience que sa présence à Jakarta ne peut que compliquer leurs relations avec le nouvel État indonésien, demandent à la marine royale de l’évacuer discrètement sur Singapour avec quelques-uns de ses fidèles. Accusé d’avoir pénétré illégalement sur le territoire, Raymond Westerling est interné pendant six mois par les Britanniques. Expulsé, il se réfugie à Bruxelles en août 1950 où il est contacté par des représentants de la République des Moluques du Sud (RMS) qui lui demandent de préparer une expédition militaire contre les troupes indonésiennes dans les Moluques, à Ambon ou à Céram. Westerling quitte alors la Belgique pour se rendre à Tanger, après avoir traversé la France, mais le plan ne débouche finalement pas. Westerling revient alors en 1952 aux Pays-Bas où il est arrêté mais libéré le jour même. Il est entendu à plusieurs reprises par les services de police et ce n’est qu’en le 5 janvier 1955 que l’affaire Westerling est définitivement classée.
Âgé de plus de trente ans et ayant consacré la quasi-totalité de sa vie à l’armée et à la guerre, Raymond Westerling éprouve les plus grandes difficultés à s’insérer dans la vie civile. Il change plusieurs fois d’emploi avant de tenir pendant de nombreuses années un magasin d'antiquités indiennes à Amsterdam. Après sa mort, il tombe totalement dans l’oubli et l’on ne recommence à parler de lui qu’à partir de 1969, lorsque la question des crimes de guerre en Indonésie se pose à nouveau.

## Sources
- J.A. de Moor - Westerling, Raymond Paul Pierre (1919-1987) -  in Biografisch Woordenboek van Nederland.
- Venner Dominique  -  Westerling : Guérilla Story - Hachette, Paris, 1977
- Westerling, Raymond Paul Pierre - Mes aventures en Indonesie – 1952
- Magazine Commando no 33  - février-mars 2008